# 兴化市人民医院
兴化市人民医院，是中华人民共和国江苏省的一所医院，为三级乙等医院，位于兴化市昭阳镇跃进桥南首

## 规模
兴化市人民医院总编制床位1200张，实际开放床位1100张，2023年门急诊105万人次。